# Vaterpas
Et vaterpas er i sin grundform en indikator for om et emne er i vater (vandret) eller i lod (lodret). Instrumentet består af én eller flere libeller alt efter hvad vaterpasset skal bruges til.
Ordet vaterpas kommer af det nederlandske ord "water" som betyder vand og hentyder til at stillestående vand altid vil lægge sig helt vandret. 
Selv om man i Storbritannien også siger "water" om vand, anvender man dog her ordet 'spirit level' om vaterpas. Dette ord henviser til det engelske ord for alkohol, spirit, som i dag anvendes i vaterpas i stedet for vand. Alkohol kan ikke fryse og sikrer derfor, at vaterpasset ikke går i stykker under kolde temperaturer.

## Det almindelige vaterpas
Populært kaldet tømrervaterpasset. Bruges til med nogenlunde nøjagtighed at bestemme om emner er i vater. Præcisionen er ikke stor, men til langt de fleste formål i f.eks. tømrerfaget, murerfaget mv. er det fuldt tilstrækkeligt da dets præcision alligevel er noget større end det arbejde, der skal udføres.
Den alm. hjemmehåndværker bruger det f.eks. til opsætning af skabe, hylder, fladskærmsfjernsyn og billeder.
Vaterpasset har som minimum en libelle til at bestemme vandret, men meget almindeligt er det også, at der er en libelle til også at bestemme lodret med. En libelle til at bestemme 45 graders hældning med er heller ikke ualmindelig men dog ikke det mest typiske.
Præcisionen er typisk i omegnen af ± 0,5 mm/meter.

## Maskinvaterpasset
Maskinvaterpasset er et udpræget præcisionsinstrument. Som navnet antyder bruges det ofte til indstilling af maskiner, der meget præcist skal være i vater.
Maskinvaterpas fås med følsomheder og præcision fra omkring 0,4 mm/m og helt ned til 0,01 mm/m (én 100-del millimeter pr. løbende meter!). Ud over præcisionen adskiller maskinvaterpasset sig også fra det alm. vaterpas ved at libellen er inddelt således at en evt. afvigelse fra vater kan størrelsesbestemmes. Er præcisionen på 0,01 mm/m vil hver inddeling således svare til 0,01 mm/m og er libellen f.eks. 3 inddelinger fra midten vil hældningen således være 0,03 ± 0,01 mm/m. Ved aflæsning skal man være opmærksom på, at libellens størrelse er lidt afhængig af temperaturen og man skal derfor kigge på begge ender for at bestemme hvor langt fra midten den befinder sig.
Det er ofte også muligt at finjustere et maskinvaterpas. Igen til forskel fra de typiske tømmervaterpas, der er låst til det offset de nu engang har fra fabrikken.